# Aleksandr Safonow (kierowca)
Aleksandr Nikołajewicz Safonow (ros. Александр Николаевич Сафонов, ur. 1937 w Moskwie) – radziecki kierowca kartingowy.

## Życiorys
W latach 1964–1973 był członkiem reprezentacji ZSRR w kartingu. W 1966 roku został pierwszym mistrzem ZSRR w kartingu, osiągnięcie powtórzył w 1972 roku. W sezonach 1967 i 1969 zdobył Puchar Pokoju i Przyjaźni indywidualnie (jako pierwszy zawodnik radziecki), a w latach 1968–1969 drużynowo. Uczestniczył także w maratonach samochodowych (m.in. Londyn–Meksyk).